# (519) Sylvania
(519) Sylvania est un astéroïde de la ceinture principale découvert par Raymond Smith Dugan le 20 octobre 1903.
Il a été ainsi baptisé en référence aux forêts, élément indispensable de la biosphère terrestre.